# Chiesa di San Gottardo (Centovalli)
La chiesa parrocchiale di San Gottardo è un luogo di culto cattolico che si trova ad Intragna, frazione di Centovalli in canton Ticino.

## Storia
Su questo sito venne anticamente eretto un oratorio dedicato a san Gottardo. Consacrato nel 1474, nel 1653 l'oratorio acquisì la dignità di chiesa vicaria della parrocchiale di San Giorgio. Nel 1738, all'oratorio venne affiancata la presente chiesa, mutando dunque la dedica dell'oratorio al Santissimo Nome di Maria. Nel 1747, la chiesa di San Gottardo venne elevata alla dignità di prepositurale.

## Descrizione
Decorato in stile tardobarocco, l'edificio si presenta con una pianta ad unica navata, con 4 cappelle laterali ed una copertura a volta a botte lunettata. L'altare maggiore ospita un retablo in stile rococò ed è separato dal coro tramite una balaustra marmorea. All'esterno del coro, nel 1772 venne eretto un campanile alto 65,7 metri, il più alto del canton Ticino.